# Mark Whitecage
Mark Whitecage (Litchfield (Connecticut), 4 juni 1937 - 8 maart 2021) was een Amerikaanse jazzzanger van de vrije en creatieve jazz, vrije improvisatie en hedendaagse muziek.

## Biografie
Mark Whitecage speelde al op jonge leeftijd in de band van zijn vader. In de jaren 1970 werkte hij samen met John Fischer, Bobby Naughton en Wadada Leo Smith. In de jaren 1980 werd hij bekend in Europa door zijn deelname aan Gunter Hampels Galaxy Dream Band, waarin hij werkte aan albums als All the Things You Could be If Charles Mingus Was Your Daddy uit 1978/1980 of het live-album Fresh Heat uit 1985. Hij speelde gedurende deze tijd ook met Jeanne Lee, Steve Swell en Saheb Sarbib. Hij speelde met de klarinettisten Perry Robinson en Mike Morgenstern in de Licorice Factory. Na een Europese tournee in 1986 nam hij als dirigent de twee bands Liquid Time en Glass House Ensemble over. In de jaren 1990 werkte men samen met het Improvisers Collective en bracht een aantal albums uit op het onafhankelijke avant-garde label CIMP, waaraan musici als Dominic Duval, Jay Rosen en Tomas Ulrich deelnamen. Whitecage verscheen ook in 1996 (als solist op sopraansaxofoon) in de opera Trillium R: Shala Fears For The Poor van Anthony Braxton. Hij was ook betrokken bij opnamen van William Parker, Joe Fonda, Dominic Duval en Joe McPhee. Rond 2000 was hij lid van The Nu Band, waartoe ook trompettist Roy Campbell, bassist Joe Fonda en drummer Lou Grassi behoorden. Whitecage is getrouwd met de klarinettiste Rozanne Levine, met wie hij het werk Bushwacked zal uitvoeren op basis van woorden van George W. Bush en krantenberichten (CD 2005). Ze blijven optreden met Perry Robinson in het trio Crystal Clarinets.

## Discografie

### Als leader
- 1990: Mark Whitecage & Liquid Time (Acoustics)
- 1996: Caged No More (CIMP)
- 1996: Free for Once (CIMP)
- 1998: 3 + 4 = 5 (CIMP)
- 1998: Consensual Tension (CIMP)
- 1998: Split Personality (GM)
- 1999: Research On the Edge (CIMP)
- 2000: Fractured Again (Acoustics)
- 2000: Fractured Standards & Fairy Tales (Acoustics)
- 2000: Fragments of a Dream (Acoustics)
- 2000: Moon Blue Boogie (Acoustics)
- 2000: Turning Point (Acoustics)
- 2001: The Paper Trail (Acoustics)
- 2003: Ducks On Acid (Acoustics)
- 2005: BushWacked (Acoustics)

### Als sideman
Met Dominic Duval
- 1997: State of the Art (CIMP)
- 1999: Live in Concert (Cadence)
- 2001: Cries and Whispers (Cadence)
- 2002: No Respect (Acoustics)
- 2003: Rules of Engagement Vol. 1 (Drimala)

Met Joe Fonda & Michael Jefry Stevens
- 1995: The Wish (Music & Arts)
- 1997: Parallel Lines (Music & Arts)
- 1997: Live from Brugge (W.E.R.F.)
- 1998: Evolution (Leo)

Met Gunter Hampel
- 1972: Angel (Birth)
- 1972: Broadway/Folksong (Birth)
- 1972: I Love Being with You (Birth)
- 1973: Unity Dance (Birth)
- 1974: Journey to the Song Within (Birth)
- 1974: Out from Under (Birth)
- 1975: Enfant Terrible (Birth)
- 1978: All Is Real (Birth)
- 1978: That Came Down On Me (Birth)
- 1980: All the Things You Could Be If Charles Mingus Was Your Daddy (Birth)
- 1985: Fresh Heat (Birth)
- 1992: Celestial Glory (Birth)

Met INTERface
- 1976: INTERface NY (Composers Collective)
- 1977: Live at Environ (ReEntry)
- 1978: This Time (ReEntry)
- 1979: Glimpses (ReEntry)
- 1991: Environ Days (Konnex)

Met the Nu Band
- 2001: Live at the Bop Shop/Rochester NY (Clean Feed)
- 2005: Live (Konnex)
- 2007: The Dope and the Ghost (Not Two)
- 2008: Lower East Side Blues (Porter)
- 2010: Live in Paris (NoBusiness)
- 2011: Relentlessness (Marge)
- 2015: The Cosmological Constant (Not Two)
- 2016: The Final Concert (NoBusiness)
- 2017: Live in Geneva (Not Two)

Met Saheb Sarbib
- 1981: Aisha (Cadence)
- 1981: Live at the Public Theater (Cadence)
- 1981: UFO Live On Tour (Cadence)
- 1982: Seasons (Soul Note)
- 1985: Jancin' at Jazzmania (Jazzmania)

Met anderen
- 1971: Annette Peacock, Revenge (Polydor)
- 1972: Bobby Naughton, Understanding (Otic)
- 1975: Jeanne Lee, Conspiracy (Earthforms)
- 1977: David Eyges, The Captain (Chiaroscuro)
- 1979: Mario Pavone, Digit (Alacra)
- 1980: John Fischer, 6 x 1 = 10 Duos for a New Decade (ReEntry)
- 1986: Annette Peacock, I'm the One (Ironic)
- 1988: Mario Pavone, Sharpeville (Alacra)
- 1992: Jeanne Lee, Natural Affinities (Owl)
- 1996: Michael Jefry Stevens, Elements (Leo)
- 1997: Steve Swell, Moons of Jupiter (CIMP)
- 1998: Joe McPhee, Mark Whitecage, Paul Smoker, CIMPhonia 1998 Part 1 (CIMP)
- 1998: Marshall Allen, Mark-N-Marshall: Tuesday (CIMP)
- 1998: Michael Jefry Stevens, Short Stories (Red Toucan)
- 1999: Anthony Braxton, Trillium R (Braxton House)
- 1999: Joe McPhee, Mark Whitecage, Paul Smoker, CIMPhonia 1998 Part 2 (CIMP)
- 2000: Jay Rosen, Canticles for the New Millennium (CIMP)
- 2004: Anthony Braxton, Six Standards (Quintet) 1996 (Splasc(H))